# Keller – Teenage Wasteland
Keller – Teenage Wasteland ist ein Filmdrama aus dem Jahr 2005. Es handelt von der Entführung einer Frau durch zwei Jugendliche.

## Handlung
Die beiden aus unterschiedlichen sozialen Milieus stammenden 16-jährigen Jugendlichen Paul und Sebastian kidnappen aus Langeweile die Supermarktkassiererin Sonja. Ihr Opfer halten sie in einer alten Fabrikhalle an einen Stuhl gebunden gefangen. Uneinigkeit über das weitere Vorgehen und homoerotische Gefühle Sebastians führen zu erheblichen Spannungen. Die Situation eskaliert, als Sonjas Freund Chris das Versteck aufspürt.

## Kritik
„Intensives Terrorkammerspiel und kontroverse sexuelle Kontrollverlustphantasie, Freunde des anspruchsvollen Thrillers kommen beim gut gespielten Psychokräftemessen durchaus auf ihre Kosten.“